# L'Armida immaginaria
L'Armida immaginaria és una òpera en tres actes composta per Domenico Cimarosa sobre un llibret italià de Giuseppe Palomba. S'estrenà al Teatro dei Fiorentini de Nàpols l'estiu de 1777.